# プレサンスコーポレーション
株式会社 プレサンスコーポレーションは、大阪府大阪市に本社を置く、オープンハウスグループ傘下のマンションデベロッパーである。

## 会社概要
おもに大阪・京都・神戸など阪神間のほか、名古屋・東京でも新築分譲マンション（ワンルーム、ファミリータイプ）を積極的に展開し、2010年以降は、新築分譲マンションの供給戸数ランキングで、近畿圏で11年連続、東海圏で9年連続で第1位となる。全国展開を行い、全国分譲マンション供給戸数ランキングで2021年度に1位となる。
創業者の山岸忍は、1997年に前身となる「株式会社日経プレステージ」を創業した。以後、一代で「プレサンスコーポレーション」を成長させ、2016年には東証一部に上場した（現在は東証スタンダード） 。
2016年11月に、愛知県三河地方と静岡県西部で分譲マンション事業を展開するデベロッパーである三立プレコンの全株式を取得し、完全子会社化した。
2019年4月からAIを活用した不動産投資情報の総合サイト「ブライト」を稼働した。
ワンルームや高齢者向け高級マンションの建築、販売を得意分野とし、地権者が複雑な買収の難しい土地を買い上げて富裕層向けの投資用マンションとして販売するなどして、2019年3月期の連結売上高は5年前に比べて約3倍の1605億円となる。

## 沿革
- 1997年10月 - 大阪市中央区東高麗橋に、株式会社日経プレステージを設立。
- 1998年4月 - 不動産賃貸仲介業を開始。
- 2001年7月 - 大阪市中央区農人橋に本社移転。
- 2002年4月 - 商号を株式会社プレサンスコーポレーションに変更。
- 2005年2月 - 大阪市中央区城見に本社移転。
- 2007年12月 - 東京証券取引所市場第二部に株式を上場。
- 2013年10月 - 東京証券取引所市場第一部に指定替え[2]
- 2019年12月 - 創業者の山岸忍が大阪地検特捜部に逮捕される[6][7][2]。
- 2020年5月 - オープンハウス（現オープンハウスグループ）が発行済み普通株式20,621,100 株（議決権所有割合約31.91%）を取得、筆頭株主となる[8]。
- 2021年1月 - オープンハウスが増資を引き受けるとともに株式公開買付けを行い、親会社となる[9]。
- 2025年
  - 1月 - オープンハウスグループがプレサンスコーポレーションに対してTOBを実施し、プレサンスコーポレーションを完全子会社化することを発表[10]。
  - 2月26日 - オープンハウスグループによるTOBが成立[11]。
  - 3月28日 - 東京証券取引所スタンダード市場上場廃止[1]。
  - 4月1日 - 株式売渡請求により、オープンハウスグループの完全子会社となる[1]。

## 業務上横領事件
明浄学院高等学校や大阪観光大学を経営する学校法人明浄学院の土地売買代金に関する業務上横領事件により、創業者で代表取締役社長（当時）である山岸忍や社員（事件当時、子会社社長）が大阪地検特捜部によって逮捕された。この事件により、同社の株価は急落し、社長交代を迫られることになった。のち山岸は代表取締役社長を辞任、また自身およびその関係会社が保有する自社株式をオープンハウスに譲渡したことで主要株主から外れた。
2021年3月25日、事件当時に子会社の社長であった元執行役員に対して、大阪地方裁判所は業務上横領罪で懲役2年、執行猶予4年の判決を言い渡した。
2021年10月28日、大阪地裁は代表取締役社長であった山岸に対して「着服計画を認識していたとするには合理的な疑いが残る」として無罪判決を言い渡しており、後に確定している。

## グループ会社
- 株式会社メルディアDC
- 株式会社プレサンス住販
- 株式会社プレサンスコミュニティ
- 株式会社プレサンスリアルタ
- 株式会社プレサンスギャランティ
- 株式会社プレサンスリアルエステート
- 株式会社トライスト
- 三立プレコン株式会社
- 株式会社ララプレイス
- Pressance USA ,Inc.
- 株式会社プロスエーレ
- 株式会社プロスエーレワン